# República Socialista Soviètica Carelo-Finlandesa
La República Socialista Soviètica Carelo-Finlandesa (finès Karjalais-suomalainen sosialistinen neuvostotasavalta, rus Карело-Финская Советская Социалистическая Республика o Karelo-Finskaja Sovietskaja Sotsialisticheskaja Respublika) fou una república de la Unió Soviètica que va existir entre 1940 i 1956 quan s'integrà en la República Socialista Federada Soviètica de Rússia com a República Socialista Soviètica Autònoma de Carèlia.

## Història
El 30 de novembre del 1939 l'Exèrcit Roig utilitzà Carèlia com a base per atacar Finlàndia. El VIII Exèrcit Soviètic atacà Agiajervi, Taipale, Terijolki i Viipuri amb 300.000 homes, però l'hivern i el fet de no saber emprar els esquís pels boscos els van fer perdre 200.000 homes. El 22 de desembre les tropes finlandeses de Carl Gustav Mannerheim contraatacaren i els venceren a Soumussalmi el 31 de desembre del 1939 i el 8 de gener del 1940.
Els soviètics organitzaren un govern popular a Terijolki el febrer del 1940, i hi enviaren 600.000 homes més, de manera que el 2 de març conqueriren Viipuri i el 12 de març del 1940 els obligaren a signar la Pau de Moscou, per la qual els finlandesos cediren Petsamo i Viipuri a Rússia. D'aquesta manera, el 31 de març del 1940 crearen la República Socialista Soviètica Carelo-Finlandesa (Suomen Karjalaiset ASST), amb la finalitat d'acabar incorporant-hi tota Finlàndia. Hi nomenaren president el comunista finlandès Otto Kuusinen (1881-1964), qui conservarà el càrrec fins al 1958.
Però el 22 de juny del 1941 es va veure embolicada en la Segona Guerra Mundial, i el 10 de juliol fou atacada per tropes finlandeses i alemanyes a la Guerra de Continuació. Uns 100.000 habitants de la república combateren al costat dels soviètics, formant grups de partisans. Pel setembre del 1941 el mariscal Mannerheim formà l'Exèrcit de Carèlia i atacà els marges del Ladoga, de manera que el novembre passaren a posicions defensives, tot i que el desembre atacaren Soroka. Mantingueren les posicions durant tot 1942 i 1943, però el 1944 els soviètics iniciaren una contraofensiva, i el 21 de juny del 1944 expulsaren els finlandesos, i ocuparen Petrozavodsk el 28 de juny. Unes 200 empreses foren destruïdes durant la guerra, i 26 ciutadans del territori reberen el títol d'Heroi de la Unió Soviètica.
La república mantingué l'estatut fins al 1956, quan les autoritats soviètiques renunciaren a incorporar Finlàndia a l'URSS. Llavors el seu territori s'integrà a la República Socialista Federada Soviètica de Rússia sota la forma de República Socialista Soviètica Autònoma de Carèlia, que el 1991 esdevindria la República de Carèlia dins la Federació Russa.